# Module de respect
Le module de respect (en espagnol : Módulos de Respeto), également appelé en France régime de respect, programme « Respecto » ou module « Respecto », est un programme pénitentiaire encadré par des méthodes issues du champ de la psychologie de l'organisation dans une perspective cognitivo-comportementale. Il repose sur un système d'organisation de la vie en prison, dont l'objectif général est l'atteinte d'un climat social normalisé permettant le développement de programmes d'intervention spécifiques sur les domaines où les détenus montrent des carences. Il s'agit ainsi d'un programme d'intervention basé sur les valeurs, les habitudes et les attitudes.

## Création en Espagne

### Histoire
Le programme voit le jour en Espagne sous le nom de Módulos de Respeto, où il est expérimenté en 2001 au centre pénitentiaire de Mansilla de las Mulas, avant de s'étendre à partir de 2005 à tous les établissements pénitentiaires gérés par le Secrétariat général des Institutions pénitentiaires (es) du Ministère de l'Intérieur espagnol. En 2017, 67 établissements pénitentiaires espagnols ont ainsi mis en place ces modules.
Son auteur, Esteban Belinchón Calleja, part de la constatation de l'influence du groupe informel dans la conduite de l'individu, dans la ligne du décrit par Elton Mayo dans ses expériences du Hawthorne, en établissant un système d'organisation de la vie pénitentiaire basé sur l'organisation en groupes qui sont alors décrits comme « des groupes de pression positive »[réf. nécessaire].
La participation des détenus dans ce programme est volontaire. Les instruments essentiels du programme, associés au travail en groupe, sont l'évaluation et les systèmes de participation des détenus[réf. nécessaire].
Estaban Belinchón Calleja, le créateur du programme, a été décoré des médailles d'argent et or du Mérite pénitentiaire espagnol (es)[réf. nécessaire].

### Principes de fonctionnement
Les modules de respect sont mis en place dans des quartiers séparés dans les établissements pénitentiaires qui les mettent en œuvre.
Tous les utilisateurs du programme sont évalués quotidiennement selon le degré de conformité à la réglementation qui réglemente quatre domaines d'intervention : le domaine personnel, le domaine de la prise en charge des responsabilités communautaires, le domaine des relations interpersonnelles et le domaine des activités programmées. Ces activités sont planifiées par une équipe de professionnels qui comprend des psychologues, des éducateurs, des travailleurs sociaux, des avocats et des responsables de modules. Tout l’emploi du temps des stagiaires est prévu, y compris le temps libre et les pauses[réf. nécessaire].
Les groupes de stage sont essentiellement des groupes de travail et de soutien. Les tâches de maintenance du département sont réparties chaque semaine entre les différents groupes en fonction de la somme des évaluations de tous les membres. Il existe différentes positions qui sont assumées par les détenus selon des critères établis par les thérapeutes en fonction des objectifs de groupe qui sont fixés. Chaque groupe a un stagiaire responsable, qui est chargé de répartir le travail, de représenter le groupe et de servir de soutien et de médiation aux autres membres[réf. nécessaire].
Les organes de participation des détenus ont un rôle essentiel. Le plus pertinent est l'assemblée quotidienne qui a lieu tous les jours au petit matin, avant le début des activités et qui est dirigée par un éducateur, un psychologue ou un travailleur social. D'autres instruments de participation sont la commission de coexistence, la commission d'accueil et la réunion hebdomadaire des responsables[réf. nécessaire].

## Mise en œuvre en France

### Histoire
Le programme est lancé en 2014 par le ministère de la Justice dans le cadre d'un programme de lutte contre la violence carcérale. Dans ce but, en 2015, la direction de l'Administration pénitentiaire organise un voyage d'étude en Espagne et observe ainsi la mise en œuvre des modules de respect (en espagnol : Módulos de Respeto) dans les prisons du pays. Des visites d'étude en Espagne sont encore régulièrement réalisées.
Il est mis en œuvre pour la première fois en janvier 2015 au centre pénitentiaire de Mont-de-Marsan, sous l'impulsion de Sophie Bleuet, alors directrice interrégionale des services pénitentiaires de Bordeaux, et d'André Varignon, directeur de l'établissement, avec pour objectif principal de diminuer la violence à l'intérieur de l'établissement,. Le deuxième établissement à mettre en place le module est la maison d'arrêt de Villepinte, sous l'impulsion Léa Poplin, alors directrice de l'établissement.
En 2016, 800 détenus bénéficiaient du programme dans 5 établissements pénitentiaires français et en 2018, ce sont 2 500 détenus répartis dans 18 établissements, le bilan de ce programme étant considéré la même année comme « globalement positif » par Adeline Hazan, alors contrôleuse générale des lieux de privations de liberté (CGLPL).

### Principes de fonctionnement
Comme en Espagne, les quartiers où sont mis en œuvre les modules de respect sont séparés du reste de l'établissement. 
Le programme mise sur l'autonomisation et la responsabilisation des détenus du module qui candidatent au programme. S'ils sont retenus, ils doivent signer une « charte » pour rentrer dans le programme. Ils disposent alors de plus de liberté notamment dans leurs mouvements dans l'établissement et en possédant la clé de leur cellule. Mais ils ont également des contraintes supplémentaires telles que l'obligation de participer à des activités dans l'établissement, se lever à heure précise, faire son lit et adopter un comportement exemplaire. Le détenu accumule des points (bons ou mauvais) dans le cadre du programme et peut gagner ou perdre ses avantages et retourner en régime de détention traditionnel en cas de non-respect des règles,.
Certains aspects de ce programme sont cependant considérés comme représentant une « rupture d'égalité » entre les détenus par le CGLPL. Mais les conditions de détentions sont également considérées comme changées à la fois pour les détenus et les surveillants pénitentiaires.

### Mise en œuvre dans des établissements pénitentiaires français
- Centre de détention de Bapaume[12]
- Centre pénitentiaire de Beauvais[13],[14]
- Centre de détention de Châteaudun[15]
- Centre de détention d'Écrouves[16]
- Centre de détention d'Eysses[17]
- Centre pénitentiaire de Longuenesse[18]
- Centre pénitentiaire de Mont-de-Marsan[1]
- Centre pénitentiaire de Moulins-Yzeure[19]
- Maison d'arrêt de Nancy-Maxeville[20]
- Centre de détention de Neuvic[21]
- Maison d'arrêt de Privas[22]
- Centre pénitentiaire de Riom[2]
- Centre détention de Tatutu de Papeari[23],[24]
- Centre pénitentiaire de Villefranche-sur-Saône[25]
- Maison d'arrêt de Villepinte[1]